# 卡爾內吉亞河
46°22′19″N 8°32′52″E / 46.37184°N 8.54770°E

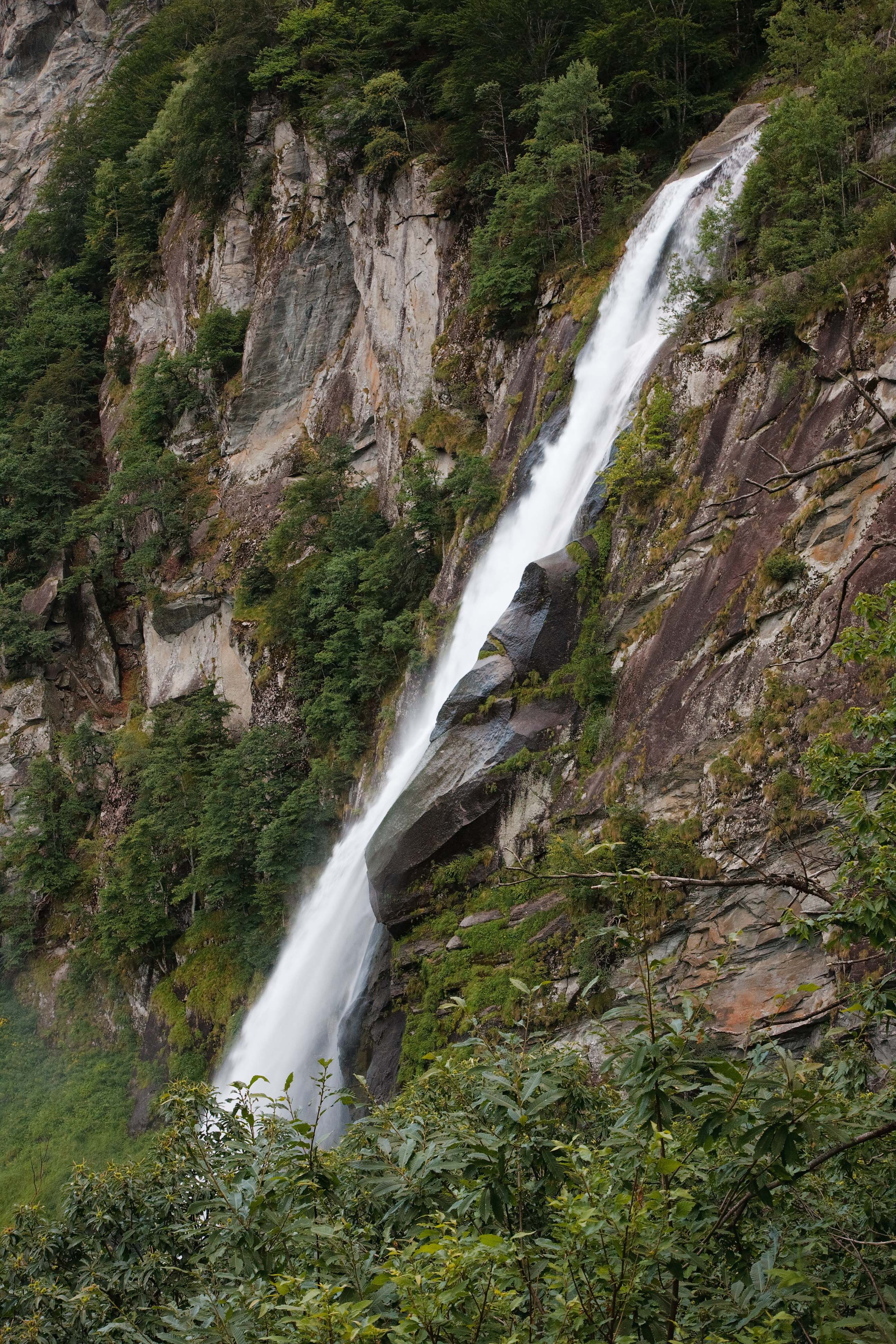

卡爾內吉亞河是瑞士的河流，位於該國南部，流經提契諾州，屬於巴沃納河的右支流，河道全長6.8公里，流域面積24.4平方公里，河口處在切維奧。